# Distrikt Santa Cruz de Toledo
Der Distrikt Santa Cruz de Toledo liegt in der Provinz Contumazá in der Region Cajamarca in Nordwest-Peru. Der Distrikt wurde am 29. Januar 1965 gegründet. Er besitzt eine Fläche von 65,3 km². Beim Zensus 2017 wurden 1057 Einwohner gezählt. Im Jahr 1993 lag die Einwohnerzahl bei 1403, im Jahr 2007 bei 1143. Sitz der Distriktverwaltung ist die 2393 m hoch gelegene Ortschaft Santa Cruz de Toledo mit 159 Einwohnern (Stand 2017). Santa Cruz de Toledo befindet sich etwa 4 km westnordwestlich der Provinzhauptstadt Contumazá.

## Geographische Lage
Der Distrikt Santa Cruz de Toledo liegt in der peruanischen Westkordillere ostzentral in der Provinz Contumazá. Der Río Contumaza, ein Nebenfluss des Río Jequetepeque, durchquert den Distrikt in nordwestlicher Richtung.
Der Distrikt Santa Cruz de Toledo grenzt im Südwesten an den Distrikt Guzmango, im Nordwesten an den Distrikt Tantarica, im Norden an den Distrikt Chilete sowie im Osten und im Südosten an den Distrikt Contumazá.

## Ortschaften
Im Distrikt gibt es neben dem Hauptort folgende größere Ortschaften:
- Sienque